# Oberea laetifica
Oberea laetifica är en skalbaggsart som beskrevs av Francis Polkinghorne Pascoe 1867. Oberea laetifica ingår i släktet Oberea och familjen långhorningar.
Artens utbredningsområde är Sulawesi. Inga underarter finns listade i Catalogue of Life.